# Krallenschwänze
Die Krallenschwänze oder Wasserflöhe im weiteren Sinne (Onychura, manchmal auch als Diplostraca oder Cladocera bezeichnet) stellen eine Zusammenfassung der folgenden Kiemenfußkrebse dar: Spinicaudata, Laevicaudata, Ctenopoda, Anomopoda, Onychopoda und Haplopoda. 
Lebensweise und Bau der einzelnen Teilgruppen unterscheiden sich zum Teil sehr und finden sich daher in den Artikeln zu den Teilgruppen.
Als diagnostische (Erkennungs-)Merkmale der Krallenschwänze sind zu nennen:
1. Zuwachsstreifen auf der Schale (Carapax), da bei den Häutungen die Außenwände der Schale nicht abgeworfen werden
2. eine stark ausgebildete 2. Antenne, die als Schwimmbein dient
3. Brutraum in der Schale hinter dem Rücken der weiblichen Tiere, Anheftung der Eier und Embryonen über fadenförmige Beinanhänge
4. kurzer Hinterleib (Pleon) in die Schale eingezogen
5. rückwärts gerichtete Krallen an der Hinterleibsgabel (Furca) zur Reinigung der Innenseiten der Schale
6. lange Borsten am letzten Segment (Telson)
7. starke Annäherung der Komplexaugen in der Kopfmitte
8. Klammerhaken bei den Männchen am 1. Rumpfbeinpaar zur Anheftung bei der Kopulation

Autapomorphien, die als Argumente für eine Monophylie der Krallenschwänze (Onychura) sprechen, sind der sekundäre körperumhüllende Carapax, die Reduktion des primären Carapax zu einem Kopfschild sowie die Krallennatur der Schwanzgabel (Furka).
Die Krallenschwänze werden klassisch aufgeteilt in die Muschelschaler ("Conchostraca") und die Wasserflöhe ("Cladocera"), wobei wahrscheinlich beide Gruppen keine natürlichen Gruppen bilden. Heute geht man davon aus, dass die ehemals als Muschelschaler zusammengefassten Spinicaudata und Laevicaudata ursprüngliche Formen der Krallenschwänze darstellen, aus denen sich in verschiedenen Teilgruppen die ehemals als Wasserflöhe zusammengefassten Ctenopoda, Anomopoda und Haplopoda entwickelt haben (Fryer (1987), Walossek (1993), Schminke (1997)). Ax (1999) hält zumindest die Gruppe der Wasserflöhe (Cladocera) für eine natürliche Gruppe.
Die genauen phylogenetischen Beziehungen der einzelnen Teilgruppen zueinander befinden sich aktuell in der Diskussion.